# Kingston, Ohio
Kingston är en ort (village) i Ross County i Ohio. Vid 2020 års folkräkning hade Kingston 1 262 invånare.